# Coda (альбом группы «7раса»)
Coda — четвёртый студийный альбом группы 7раса, вышедший в 2008 году.
Поступил в продажу в клубе «ЦИСтерна холл» на презентации альбома 7 декабря 2008 года. В альбоме всего 10 треков. Запись проходила на репетиционной базе группы в Москве, однако сведение диска производилось в санкт-петербургской студии «Добролёт».

## Список композиций
| №   | Название                                                 | Длительность |
| --- | -------------------------------------------------------- | ------------ |
| 1.  | «Джа»                                                    | 3:53         |
| 2.  | «Дерево»                                                 | 3:11         |
| 3.  | «Без имени»                                              | 3:31         |
| 4.  | «Вспомнить себя»                                         | 1:33         |
| 5.  | «Знание точки»                                           | 3:08         |
| 6.  | «Банка (на стихотворение киевской поэтессы Евы Шателей)» | 3:14         |
| 7.  | «Внутренний мир»                                         | 4:13         |
| 8.  | «Тонкая нить»                                            | 4:27         |
| 9.  | «Куклы становятся старше»                                | 3:18         |
| 10. | «Coda»                                                   | 4:33         |